# Leucauge celebesiana
Leucauge celebesiana là một loài nhện trong họ Tetragnathidae.
Loài này thuộc chi Leucauge. Leucauge celebesiana được miêu tả năm 1842 bởi Walckenaer.